# ダイハツ・メビウス
メビウス（MEBIUS）は、トヨタ自動車が製造し、ダイハツ工業が販売していたハイブリッド専用ステーションワゴンである。

## 概要
ダイハツは2010年9月に合意したトヨタと環境技術分野における国内の協業の一環として、2012年からトヨタからOEM供給を受ける形で乗用ハイブリッドカーの取り扱いを開始しており、その1車種目として、2000年からカムリのOEM供給を受け、2010年2月で一旦販売を終了していた4ドアノッチバックセダン「アルティス」を2012年5月からハイブリッド専用車として2年ぶりに販売を再開した。
「メビウス」はダイハツでは2車種目となるハイブリッドカーで、プリウスシリーズのステーションワゴン「プリウスα」（海外名：プリウスV）の同型車種となる。

## 年表
2013年4月8日
販売開始。
メビウスは「S」系グレード（「S Lセレクション」・「S」・「S ツーリングセレクション」）3タイプの2列シート（5人乗り）仕様のみのラインナップとしており、プリウスαではラインナップされている「G」系グレード（「G」・「G ツーリングセレクション」）や「S」系グレードの7人乗り仕様は設定されていない。エンブレム類の変更を除いて、装備内容やボディカラーなどはプリウスαと同等で、「S」・「S ツーリングセレクション」にはプリウスα同様、HDDナビゲーションシステム+スーパーライブサウンドシステム+インテリジェントパーキングアシストシステムや合成樹脂を使用した樹脂パノラマルーフもメーカーオプションで設定できる。また、アルティス同様、リアの車名エンブレムが左側に配置されており、リア右側にはトヨタのハイブリッドカーに装着されている「HYBRID SYNERGY DRIVE」エンブレムも装着されている。なお、「S ツーリングセレクション」はダイハツ登録車初のLEDヘッドライト装着車である。
2013年8月1日
1500Wまで使用可能のAC100V電源を供給できるアクセサリーコンセント（インパネ及びラゲージスペース）をオプションに追加。
2014年11月17日
マイナーチェンジ。
外観はフロントグリルやバンパーの形状、リアコンビランプのデザインを変更したほか、「S ツーリングセレクション」には、世界で初めて、1灯の光源でロービームとハイビームの切替ができるBi-Beam（バイ-ビーム）LEDヘッドランプ（オートレベリング機能付）を標準装備（「S」にもスマートエントリー（運転席・助手席・バックドア）&スタートシステムとのセットオプションとして設定）。内装はセンターメーター、センタークラスター、コンソールボックスをそれぞれ変更したほか、ファブリックシート表皮色及び内装色でブラックかグレージュを選択できるようにした（グレージュは要指定で、指定がない場合はブラックが設定される）。全車、センターメーター内に4.2インチのTFTカラーマルチインフォメーションディスプレイを装備し、デイライトも標準装備した。
なお、ボディカラーの変更も同時に行い、黒系は「ブラック」から「アティチュードブラックマイカ」に、赤系は「レッドマイカメタリック」から「スーパーレッドV」にそれぞれ差し替え、「クリアーストリームメタリック」を廃止する替わりに、「オレンジメタリック」と「ダークシェリーマイカメタリック」を追加して9色展開となった。
2017年11月21日
プリウスαに合わせる形で一部改良が発表された（12月1日販売開始）。
ダイハツ車では5代目アルティスに次いでの採用となる衝突回避支援パッケージ「Toyota Safety Sense P」（スマートアシストIII）を全車に標準装備された。また、ボディカラーの一部入れ替えも行われ、「スーパーレッドV」と「オレンジメタリック」を廃止する替わりに、「ダークレッドマイカメタリック」と「スティールブロンドメタリック」が追加された。
2020年8月
一部改良（公式発表なし）。
WLTCモードによる燃料消費率並びに排出ガスに対応し、「平成30年排出ガス基準75%低減レベル（☆☆☆☆☆）」認定を取得。なお、燃料消費率のWLTCモードへの移行に伴い、「2020年度燃費基準+10%」達成となった。併せて、ボディカラーの設定が変更され、赤系の「ダークレッドマイカメタリック」を「センシュアルレッドマイカ（メーカーオプション）」へ差し替え、「スティールブロンドメタリック」が廃止された。
2021年2月26日
OEM元のプリウスαに先行する形で生産終了。
2021年3月1日
ホームページへの掲載を終了。
2021年3月26日
販売終了。これにより、同社からステーションワゴンが再度消滅する形となり、それ以後は既存のミディアムクラスセダンであるアルティスに集約される事となった。
2021年3月31日（補足）
OEM元のプリウスαが生産終了。こちらは同年4月27日までに販売終了となった。

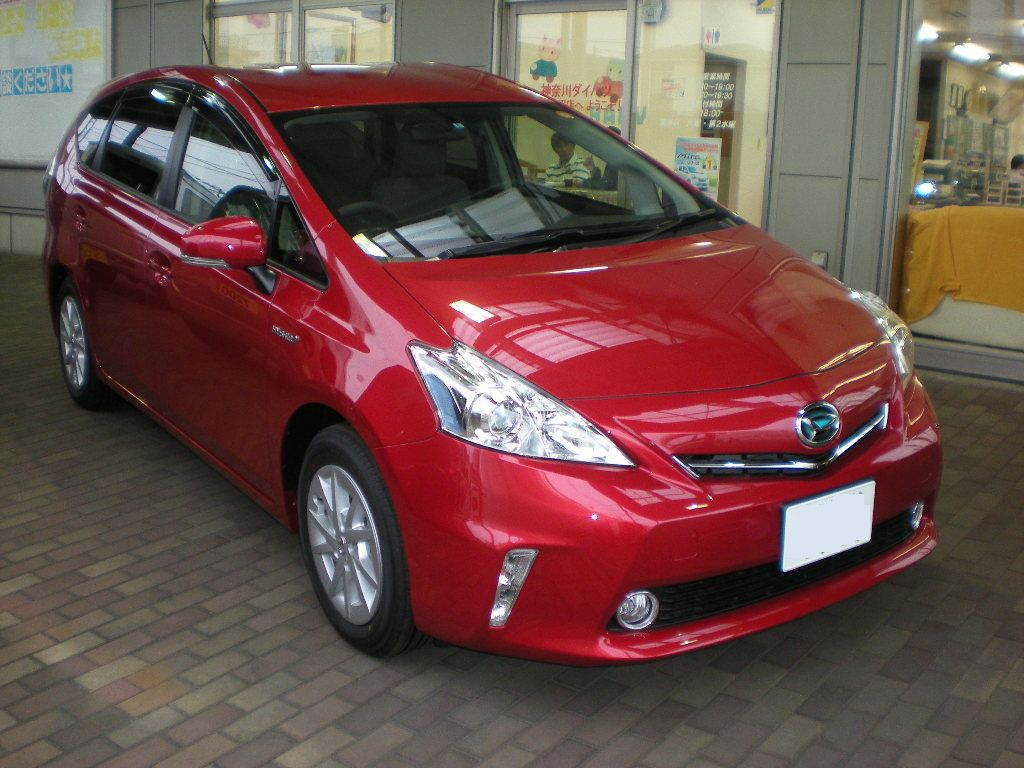
2013年4月販売型 S フロント
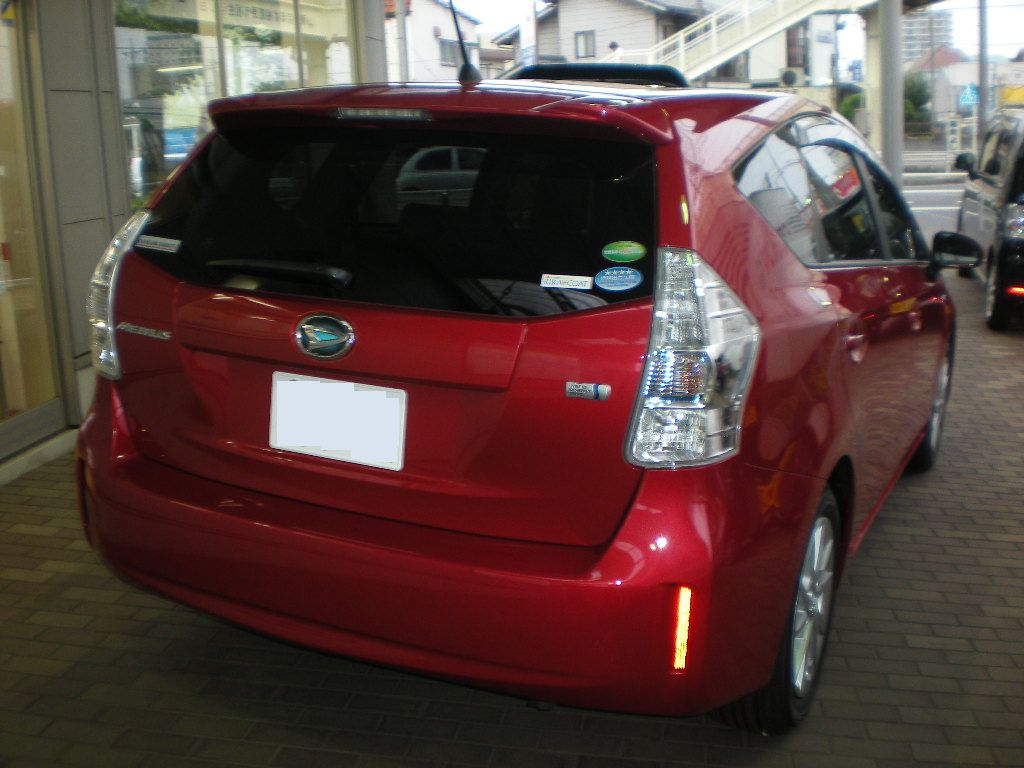
2013年4月販売型 S リヤ
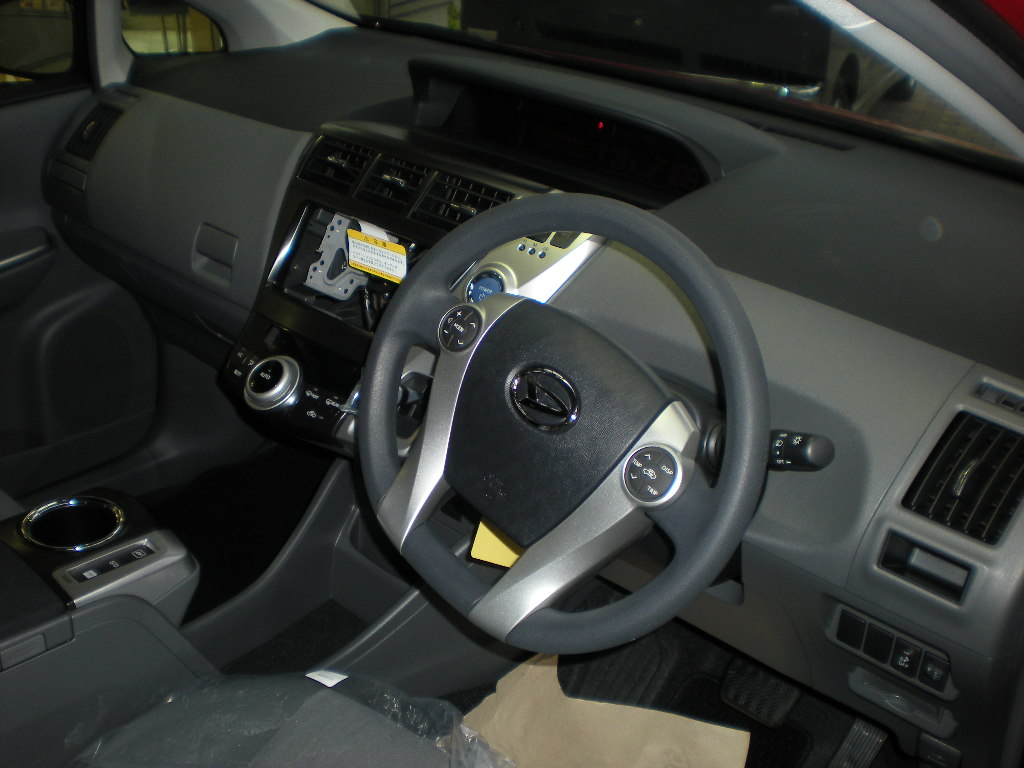
2013年4月販売型 S コクピット

## 車名の由来
- ドイツ語Möbius（メビウスの輪・永遠の象徴）から。低燃費と広い室内で、どこまでも走っていける車であることを表している[1]。
- まったくの偶然ではあるが、メビウス、およびプリウス（OEM元のプリウスαのベース車）ともにパソコンの名称として存在していた（前者はシャープ、後者は日立製作所）。